# Lijst van Mecysmaucheniidae
De lijst van Mecysmaucheniidae bevat alle wetenschappelijk beschreven soorten spinnen uit de familie van Mecysmaucheniidae.

## Aotearoa
Aotearoa Forster & Platnick, 1984
- Aotearoa magna (Forster, 1949)

## Chilarchaea
Chilarchaea Forster & Platnick, 1984
- Chilarchaea quellon Forster & Platnick, 1984

## Mecysmauchenioides
Mecysmauchenioides Forster & Platnick, 1984
- Mecysmauchenioides nordenskjoldi (Tullgren, 1901)
- Mecysmauchenioides quetrihue Grismado & Ramírez, 2005

## Mecysmauchenius
Mecysmauchenius Simon, 1884
- Mecysmauchenius canan Forster & Platnick, 1984
- Mecysmauchenius chacamo Forster & Platnick, 1984
- Mecysmauchenius chapo Forster & Platnick, 1984
- Mecysmauchenius chepu Forster & Platnick, 1984
- Mecysmauchenius chincay Forster & Platnick, 1984
- Mecysmauchenius eden Forster & Platnick, 1984
- Mecysmauchenius fernandez Forster & Platnick, 1984
- Mecysmauchenius gertschi Zapfe, 1960
- Mecysmauchenius newtoni Forster & Platnick, 1984
- Mecysmauchenius osorno Forster & Platnick, 1984
- Mecysmauchenius platnicki Grismado & Ramírez, 2005
- Mecysmauchenius puyehue Forster & Platnick, 1984
- Mecysmauchenius segmentatus Simon, 1884
- Mecysmauchenius termas Forster & Platnick, 1984
- Mecysmauchenius thayerae Forster & Platnick, 1984
- Mecysmauchenius victoria Forster & Platnick, 1984
- Mecysmauchenius villarrica Forster & Platnick, 1984

## Mesarchaea
Mesarchaea Forster & Platnick, 1984
- Mesarchaea bellavista Forster & Platnick, 1984

## Semysmauchenius
Semysmauchenius Forster & Platnick, 1984
- Semysmauchenius antillanca Forster & Platnick, 1984

## Zearchaea
Zearchaea Wilton, 1946
- Zearchaea clypeata Wilton, 1946
- Zearchaea fiordensis Forster, 1955